# Nara (rzeka)
Nara (ros. Нара) – rzeka w obwodzie moskiewskim i kałuskim, dopływ Oki. Długość - 158 km. Nad Narą leżą miasta Naro-Fominsk i Sierpuchow.